# Makaballi, Holenarsipur
Makaballi là một làng thuộc tehsil Holenarsipur, huyện Hassan, bang Karnataka, Ấn Độ.